# Ашленд (Кентукки)
Ашленд (англ. Ashland) — город в округе Бойд штата Кентукки, США. Ашленд является самым большим городом в округе Бойд. Ашленд располагается на южном берегу реки Огайо. Население города по переписи 2020 года составляло 21 625 человека. Ашленд является меньшим из двух основных городов в районе Хантингтон-Ашленд, известному также как «территория трёх штатов».
Ашленд — важный экономический и медицинский центр северо-восточной части Кентукки.

## История
Ашленд был основан семьёй переселенцев по фамилии Пейдж (англ. Poage) из долины Шенандоа в 1786 году. Они возвели несколько построек вдоль реки Огайо и назвали её Poage’s Landing. Новая локация также называли Поселением Пейджа (англ. Poage Settlement). До середины 19-го века вокруг поселения добавлялись жилища родственников первых поселенцев. В 1854 году городок был переименован в Ашленд, по названию поместья Генри Клея в Лексингтоне. Промышленный рост города был напрямую связан с быстро развивающейся чугунной промышленностью долины реки Огайо. Кентуккийская металлургическая компания начиная с 1854 года активно развивалась в городке. В 1856 году Ашленд закрепил свой статус официально.
Основными работодателями в первой половине 20-го века в городе были компании AK Steel Holding, Ashland Inc., C & O Railroad, Allied Chemical & Dye Company, Semet Solvay и Mansbach Steel

## Демография
| Год переписи                    | Нас.  |  | %±     |
| ------------------------------- | ----- |  | ------ |
| 1870                            | 1459  |  | —      |
| 1880                            | 3280  |  | 124,8% |
| 1890                            | 4195  |  | 27,9%  |
| 1900                            | 6800  |  | 62,1%  |
| 1910                            | 8688  |  | 27,8%  |
| 1920                            | 14729 |  | 69,5%  |
| 1930                            | 29074 |  | 97,4%  |
| 1940                            | 29537 |  | 1,6%   |
| 1950                            | 31131 |  | 5,4%   |
| 1960                            | 31283 |  | 0,5%   |
| 1970                            | 29245 |  | −6,5%  |
| 1980                            | 27064 |  | −7,5%  |
| 1990                            | 23622 |  | −12,7% |
| 2000                            | 21981 |  | −6,9%  |
| 2010                            | 21684 |  | −1,4%  |
| 2020                            | 21625 |  | −0,3%  |
| 1870–2020 U.S. Decennial Census |       |  |        |

По данным переписи 2000 года в городе проживало 21 981 человек в составе 9 675 домашних хозяйств и 6 192 семей. Плотность населения составляла 766 человек на км2.
Расовый состав: белые — 95,8 %, афроамериканцы — 2,3 % коренные американцы — 0,12 %, американцы азиатского происхождения — 0,39 % и представители двух и более рас — 1,12 %.
Жители города числились в 9675 семьях, из которых 26,8 % имели детей в возрасте до 18 лет, проживающих с ними; 47,4 % семей были женатыми парами; 13,5 % семей были матерями-одиночками; 36,0 % жителей не имели семьи.
По возрастной стратификации 21,9 % населения были в возрасте до 18 лет; 8,0 % были в возрасте от 18 до 24 лет; 26,5 % в возрасте от 25 до 44 лет; 23,7 % в возрасте от 45 до 64 лет и 19,9 % в возрасте 65 лет и старше. Средний возраст жителя Ашленда составлял 41 год. На каждые 100 женщин приходилось 83,9 мужчин. На каждые 100 женщин возрастом 18 лет и старше насчитывалось 79,3 мужчин.
Средний годовой доход на семью в городе составлял 30 309 долларов, средний доход на семью — 40 131 доллар. Средний годовой доход мужчин составлял 35 362 долл. Средний годовой доход женщин равнялся 23 994 долл. Средний подушевой доход составлял 19 218 долларов. Около 14,0 % семей и 18,4 % населения находились за чертой бедности, из которых 28,3 % населения были моложе 18 лет и 12,3 % были в возрасте 65 лет и старше.

## Климат
| Показатель                    | Янв. | Фев. | Март | Апр. | Май | Июнь | Июль | Авг. | Сен. | Окт. | Нояб. | Дек. | Год  |
| ----------------------------- | ---- | ---- | ---- | ---- | --- | ---- | ---- | ---- | ---- | ---- | ----- | ---- | ---- |
| Средний суточный максимум, °C | 6    | 8    | 14   | 20   | 25  | 29   | 31   | 31   | 27   | 21   | 14    | 8    | 19   |
| Средний суточный минимум, °C  | −7   | −6   | −2   | 3    | 8   | 13   | 16   | 15   | 11   | 4    | −1    | −8   | 4    |
| Норма осадков, мм             | 82   | 78   | 96   | 85   | 114 | 102  | 119  | 95   | 72   | 71   | 86    | 91   | 1090 |

## Экономика

### AK Steel
В 1922 году American Rolling Mill Co. (ARMCO) открыла в городе сталелитейный завод Ashland Works. Завод был выстроен на территории площадью до 700 акров вдоль реки Огайо. Промышленное сталелитейное производство демонстрировало мировые рекорды по ряду показателей. На заводе на пике развития работало около 7000 человек.
ARMCO Steel в 1994 году заключила партнёрское соглашение с Kawasaki Steel Corporation. В конечном итоге AK Steel приобрела Armco Steel Inc. В это время в Armco работало более 4000 человек. После сокращений производства AK Steel поэтапно закрыло литейное производство и коксохимический завода. Завод AK Steel в Ашленде был полностью закрыт в 2019 году.

### King’s Daughters Medical Center
Медицинский центр «King’s Daughters» — является четвёртой по величине больницей в штате Кентукки. Медицинский центр представляется собой некоммерческое учреждение на 465 койко-мест. Центр является крупнейшим работодателем в городе, в нём работают более чем 4000 сотрудников. Медицинский центр «King’s Daughters» оказывает многочисленные стационарные и амбулаторные услуги в регионе.

## Галерея

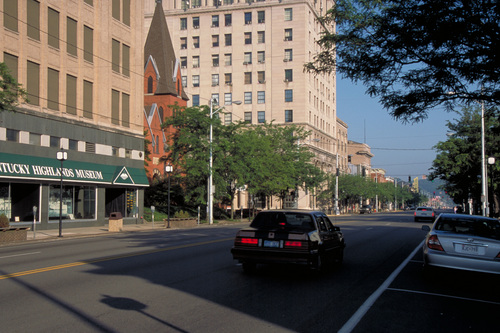
Винчестер-авеню
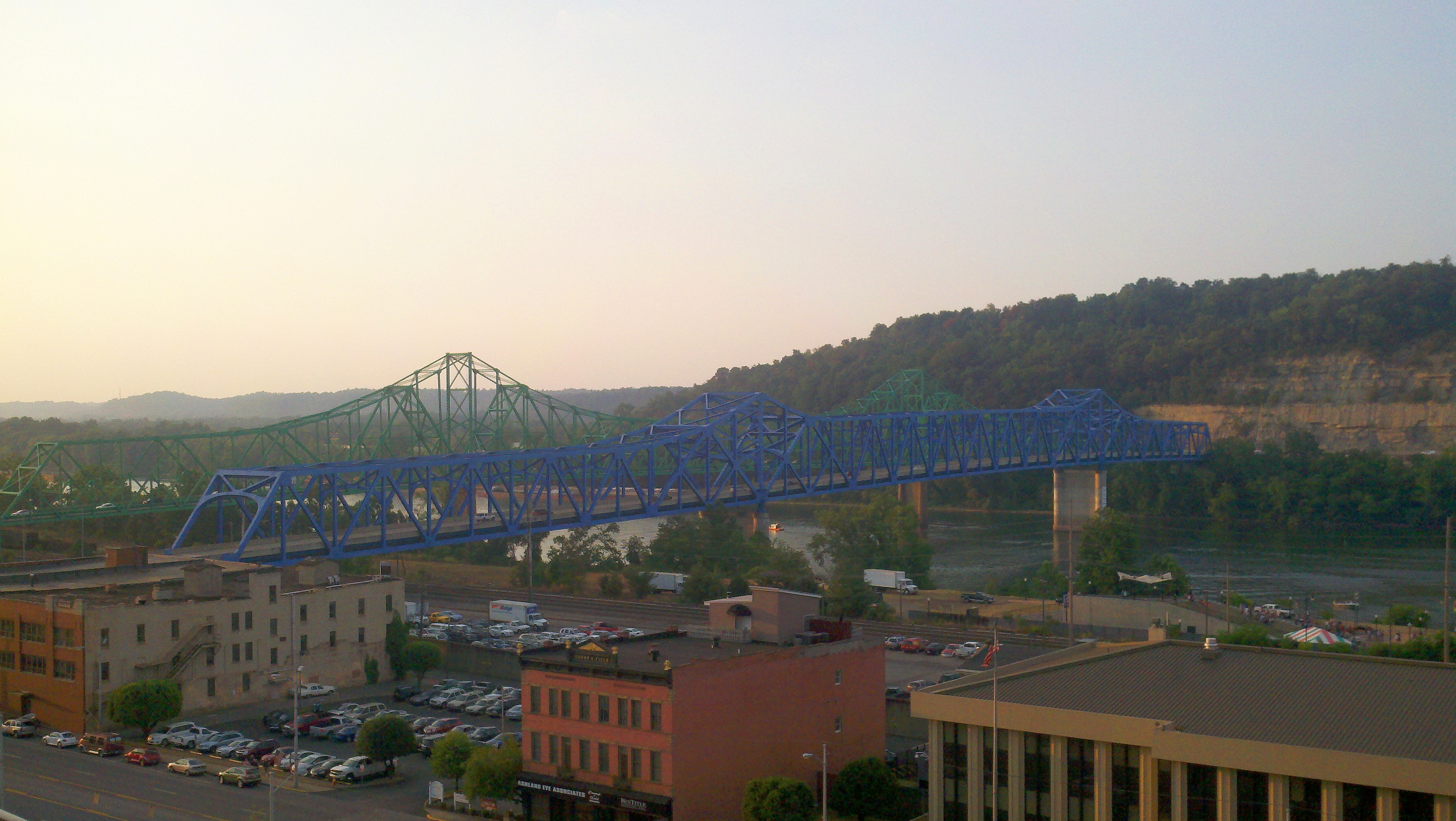
Вид на мосты имени Бена Уильямса и Саймона Уильямса
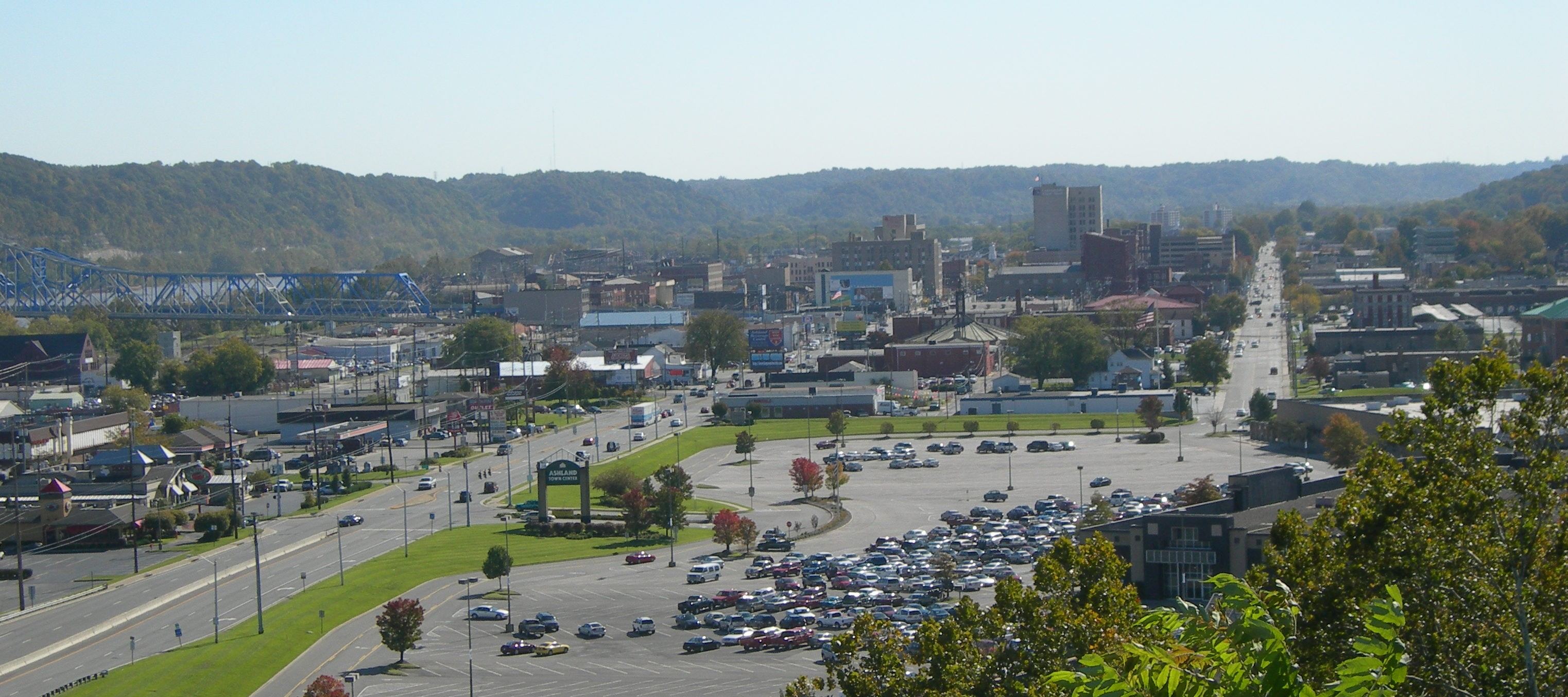
Даунтаун
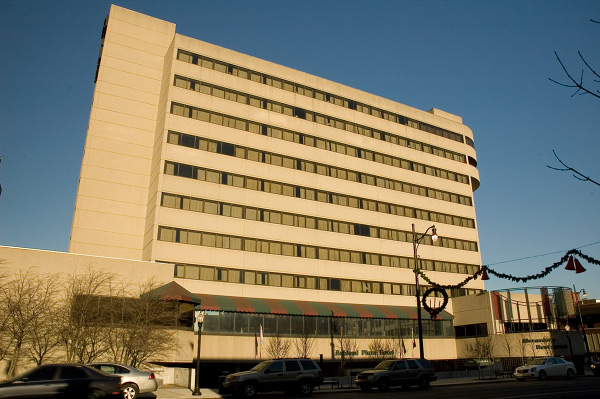
Отель Плаза